# Stephen A. Smith
Stephen A. Smith, ameriški novinar, voditelj pogovornih oddaj in televizijska osebnost, * 14. oktober 1967, Bronx, New York, ZDA.
Smith je voditelj radijske oddaje The Stephen A. Smith and Ryan Ruocco Show na radiu ESPN Radio New York (98.7 FM) in izbrani kolumnist strani ESPNNY.com. Prav tako se v duetu s Skipom Baylessom pogosto pojavlja kot gost oddaje ESPN First Take. 

## Mladost
Rodil se je v newyorški mestni četrti Bronx, odrasel pa v soseski Hollis v četrti Queens. Ima štiri starejše sestre. 
Študiral je na univerzi Winston-Salem State University, zgodovinsko pretežno univerzi črncev v Severni Karolini. Med študijem je igral za košarkarsko ekipo univerze pod vodstvom trenerja in člana košarkarskega Hrama Slavnih Clarenca Gainesa. Kasneje je za časopis univerze spisal članek, v katerem je pokomentiral možnost, da se je Gaines upokojil zaradi zdravstvenih razlogov.  Je član bratovščine Omega Psi Phi. 

## Kariera

### Tisk
Leta 1993 je kot športni kolumnist prispeval za newyorški časnik Daily News.
Leto kasneje je postal redni pisec časnika The Philadelphia Inquirer. Preden je postal poročevalec moštva Philadelphia 76ers v ligi NBA, je za filadelfijski časnik pisal o splošnih temah, kasneje pa kot športni kolumnist. 23. avgusta 2007 ga je časnik odstavil iz položaja kolumnista in ga premaknil v vlogo splošnega poročevalca. Pred delom za Inquirer in Daily News je pisal še za Winston-Salem Journal in Greensboro News and Record. Leta 2008 je sočasno s pričetkom Smithovega lastnega bloga Inquirer enostransko končal svoje sodelovanje z njim. Februarja 2010 se je k časniku vrnil, a je po razsoditvi arbitražnika moral iz svoje spletne strani in televizijskih oddaj izločiti svoja politična mišljenja. 

### Radio
11. aprila 2005 je s svojo »desno roko«, Brandonom Tierneyem, postal gostitelj opoldanske radijske oddaje na newyorškem radiu WEPN. 20. septembra 2007 je njegova oddaja bila premaknjena iz termina 12:00-14:00 na termin 14:00-16:00, pri čemer je drugo uro programa širom zda prenašal ESPN Radio, na sporedu katerega je Smithova oddaja zamenjala The Dan Patrick Show. Oddaja je s prenašanjem prenehala aprila 2008, saj si je Smith želel več zadolžitev pri svojem televizijskem delu, 1. maja pa je njegov termin prevzel Scott Van Pelt.
Novembra 2009 je Smith postal strokovni komentator radia Fox Sports Radio. Prav on je med popoldansko oddajo Chrisa Myersa in Steva Hartmana 25. novembra razodel zgodbo o upokojitvi Allena Iversona. Slednji je svoj pokoj hitro končal in se moštvu Philadelphia 76ers ponovno pridružil 2. decembra. 
4. januarja 2010 je pri omenjenem radiu postal redni voditelj jutranjega programa, pri čemer je zamenjal priljubljenega Steva Czabana. Pogosto ga lahko tudi slišimo kot telefonskega sogovornika oddaj Marka Levina in Seana Hannityja.
Zgodaj leta 2011 je svoje sodelovanje pri jutranjem program zaključil in pri radiu presedlal v vlogo strokovnega sogovorca. Jutranji program je tako nadomestila oddaja Zakk and Jack. 
1. februarja 2011 je oznanil, da se bo vrnil k televizijski hiši ESPN, kjer bo gostil lokalne radijske oddaje v New Yorku in Los Angelesu. 24. aprila 2012 je zadnjič sodeloval pri oddaji radia LA 710 ESPN. 

### Televizija
Svojo televizijsko pot je Smith pričel leta 1999 pri nekdanji televizijski hiši CNN/SI. 
Dandanes pri ESPN-u pogosto sodeluje kot košarkarski analitik in vodja pogovornih oddaj. Med avgustom 2005 in januarjem 2007 je pri ESPN-u vodil dnevno enourno oddajo po imenu Quite Frankly with Stephen A. Smith, po tem pa se je osredotočil na vlogo košarkarskega strokovnega komentatorja. 
Pri omenjeni televizijski hiši se je pojavil še na različnih drugih oddajah, kot so na primer resničnostna serija Dream Job,  Pardon the Interruption, Jim Rome is Burning in 1st and 10. Vodil je celo nedeljski jutranji SportsCenter. 17. aprila 2009 je na svoji spletni strani objavil, da bo 1. maja 2009 zapustil ESPN. Časnik Los Angeles Times je pri tem poročal, da je ESPN pri tem dejala: »Odločili se, da bomo odšli v drugačno smer.«,  a vir Big Lead Sports-a meni, da se je pri sodelovanju Smitha in ESPN zataknilo pri pogajalski mizi.  ESPN naj bi ponudila precej manj, kot je Smith prejemal predhodno (sicer pri več medijih), kar naj bi Smitha odvrnilo. Nato mu je televizijska hiša omogočila, da jo nemudoma zapusti in prejme ves denar, ki mu ga je še dolžna, ali pa ostane in v celoti oddela svojo pogodbo, pri čemer se je Smith odločil, da bo ostal. Kasneje se je k televizijski hiši vrnil.
8. in 9. julija 2009 je kot posebni komentator ob pogrebu Michaela Jacksona sodeloval pri programu MSNBC Wednesday. Pri tem je na zanimiv način pokomentiral način porabe javnega denarja v primerjavi s šampionsko parado kluba Los Angeles Lakers. Nedavno se je televizijski hiši pridružil pri oddajah Morning Joe, The Dylan Ratigan Show in The Ed Show.
30. aprila 2012 je Smith uradno postal stalni član posadke oddaje First Take, v kateri se pojavlja petkrat tedensko.
Pojavljal se je kot možni kandidat za vlogo 2K Insider-ja v videoigricah NBA 2K10, NBA 2K11 in NBA 2K12, natančneje v igralskem načinu My Player Mode.

### Igralska kariera
V vlogi igralca se je prvič pojavil 2. februarja 2007 kot televizijski poročevalec v ABC-jevi telenoveli General Hospital. Kasneje istega leta je med prizorom dvojnega zmenka nastopil še v filmu Chrisa Rocka Mislim, da ljubim svojo ženo. 